# He Yiming
He Yiming (en chino: 何一鳴, también conocido como Tim He; 14 de abril de 1962) es un deportista chino que compitió en bádminton. Ganó una medalla de bronce en el Campeonato Mundial de Bádminton de 1987, en la prueba de dobles mixto.

## Palmarés internacional
| Representando a China |               |                   |              |
| Campeonato Mundial    |               |                   |              |
| Año                   | Lugar         | Medalla           | Prueba       |
| 1987                  | Pekín (China) | Medalla de bronce | Dobles mixto |